# Zaginiony (powieść)
Zaginiony (rum.: Baltagul) - powieść rumuńskiego pisarza Mihaila Sadoveanu, wydana drukiem w listopadzie 1930 r. Na podstawie powieści Mircea Mureșan wyreżyserował w 1969 r. film pod tym samym tytułem (zob. Zaginiony). 
Główną postacią powieści jest Wiktoria Lipan (oryg. rum. Vitoria Lipan), chłopka, góralka, żona bogatego pasterza, prowadzącego rozległe interesy w całej okolicy. Pewnego roku, w listopadzie jej mąż Nikifor Lipan (org rum. Nechifor Lipan), wyjeżdża, jak zwykle, w interesach i nie wraca. Mijają miesiące, Wiktoria próbując się dowiedzieć, co się stało z jej mężem, pisze list do syna, przebywającego w górach na wypasie owiec i wzywa go do siebie. Zwraca się z prośbą o radę do kapłana, ojca Danila Milies, potem wiejskiej wróżbiarki Marandy, wreszcie postanawia sama poszukać męża. Wraz z synem wiosną następnego roku wyrusza w podróż śladami zaginionego męża.
Utwór uchodzi za jedną z najlepszych powieści obyczajowych Mihaila Sadoveanu. Krytycy literatury dostrzegają bogatą warstwę obyczajową powieści, celną charakterystykę postaci, dyskretny humor. Wskazywane są również inspiracje folklorem rumuńskim, a sama powieść bywa nazywana epickim odpowiednikiem ballady pasterskiej Choć sam utwór mocno jest osadzony w tradycyjnej, rzeczywistości społeczeństwa patriarchalnego, formalnie wykracza poza tradycyjne konwencje powieści chłopskiej, ze względu na wykorzystanie pewnych elementów i chwytów literackich charakterystycznych raczej dla utworów kryminalnych. Z tego też względu Danuta Bieńkowska określiła powieść romansem kryminalnym w chłopskim stylu.